# Horný vrch (płaskowyż)

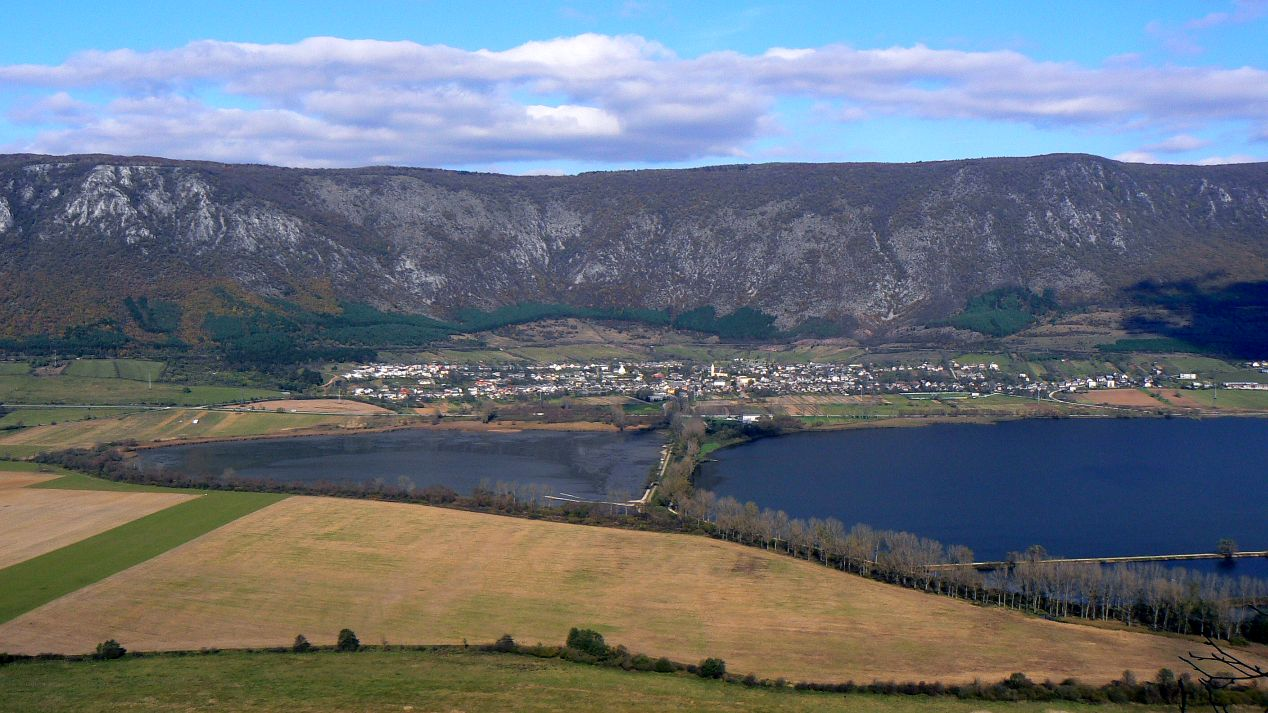
Południowe zbocza Górnego Wierchu z Dolnego Wierchu. Na wprost Hrhov, w głębi tzw. Hrhovský Amfiteatr, na pierwszym planie sztuczne stawy, zwane
Hrhovské rybníky

Horný vrch (pol. Górny Wierch) – krasowy płaskowyż w południowo-wschodniej Słowacji, wchodzący w skład Krasu Słowacko-Węgierskiego w Wewnętrznych Karpatach Zachodnich.

## Położenie i granice
Płaskowyż Górnego Wierchu ciągnie się wąskim pasem z zachodu na wschód. Na zachodzie przez Przełęcz Jabłonowską (535 m n.p.m.) łączy się z Płaskowyżem Silickim. Na wschodzie głęboka krasowa dolina Blatnicy (Zádielska dolina lub Zádielska tiesňava) oddziela go od Płaskowyżu Zadzielskiego. Na południu strome stoki płaskowyżu opadają ku Kotlinie Turniańskiej. Na północy dolina Čremošnej, która tworzy tu wyraźne erozyjne obniżenie (słow. Bôrčanská brázda) oddziela płaskowyż od Grupy Pipitki w Górach Wołowskich, zaś Przełęcz Borczańska (670 m n.p.m.) i krótka Baksova dolina oddzielają go od niewielkiego Płaskowyżu Borczańskiego. Długość Płaskowyżu Górnego Wierchu w osi wschód-zachód wynosi blisko 15 km, a szerokość zmienia się od ok. 2,5 km na wschodzie przez niespełna 2 km w części środkowej, na wysokości wsi Hrhov, do nieco ponad 5 km w części zachodniej, na wysokości wsi Jablonov nad Turňou, gdzie do właściwego masywu od północy „przyrośnięty” jest masyw Drieňovca (804 m n.p.m.).  Dane te dotyczą podstawy płaskowyżu. Jego szerokość w części środkowej, między krawędziami jego wierzchowiny, wyznaczonymi w przybliżeniu poziomicą 700 m n.p.m., nie przekracza w najwęższym miejscu 500 m, zaś w najwyższych partiach wynosi nawet jedynie 250–300 m.
W słowackich opracowaniach w granice jednostki zwanej „Horný vrch” często włączany jest również wspomniany Płaskowyż Borczański, a także karbonatowe „ostańce” po północnej stronie doliny Čremošnej, nad Bôrką: Žľab (894 m n.p.m.) i Soví kameň (689 m n.p.m.). Tak szeroko rozumiany Górny Wierch ma powierzchnię przekraczającą 50 km².

## Nazwa
Nazwa Górnego Wierchu powstała jako opozycja do równolegle usytuowanego płaskowyżu Dolnego Wierchu. Górny Wierch jest "górny" w stosunku do Dolnego, bo dla idącego z węgierskich nizin leży bardziej "w górze", a w dodatku na zorientowanej mapie znajduje się powyżej Dolnego Wierchu. Jest też rzeczywiście wyraźnie wyższy: jego wierzchowina leży ok. 200–250 m wyżej niż wierzchowina Dolnego Wierchu.

## Geologia, morfologia
Górny Wierch jest klasycznie wykształconym płaskowyżem krasowym ze wszystkimi cechami charakterystycznymi dla obszarów krasowych umiarkowanych stref klimatycznych. Wysokość płaskowyżu rośnie od ok. 630–740 m n.p.m. w części zachodniej (Buková, 746 m n.p.m.), przez 730–800 m n.p.m. w części środkowej (bezimienne wzniesienie 817 m n.p.m.) po 800–830 m n.p.m. w części wsch. (Horný vrch 832 m n.p.m.). Powierzchnia płaskowyżu jest mocno zrównana, a lokalne różnice wysokości rzadko przekraczają 40-50 m. Względna wysokość Górnego Wierchu nad Kotliną Turniańską wynosi 450–500 metrów, natomiast nad doliną Čremošnej 250–300 metrów. Ta względna różnica odpowiada również różnicy wysokości obu dolin. Jednocześnie względne różnice wysokości w rejonie Hrhova dochodzą do 500 m/km i są najwyższym względnym przyrostem wysokości w całym Słowackim Krasie.
Najwęższe miejsce płaskowyżu znajduje się nad miejscowością Hrhov, gdzie jego szerokość nie sięga 250 m. To wyraźne zwężenie jest skutkiem redukcji wymiaru płyty węglanowej na skutek rozwoju tzw. Amfiteatru Hrhovskiego - wyraźnego zaklęśnięcia południowych zboczy płaskowyżu. Jest prawdopodobne, że w tym miejscu na terenie dzisiejszej Kotliny Turniańskiej znajdowało się kiedyś jezioro, o czym świadczy regularny kołowy zarys "amfiteatru".
Górne partie płaskowyżu budują różnorodne wapienie (głównie wettersteinskie, lokalnie gutensteinskie i steinalmskie) oraz dolomity środkowego i górnego triasu (anizyk – karnik). Podstawa płaskowyżu zbudowana jest z utworów dolnotriasowych, takich jak piaskowce, piaszczyste i ilaste łupki oraz ilaste wapienie. Również północne stoki płaskowyżu, które w części zachodniej pocięte są kilkoma dolinami, są niekrasowe. Budują je piaskowce, piaszczyste i ilaste łupki itp. Krasowy jest natomiast izolowany masyw Drieňovca, który budują głównie rafowe i lagunarne wapienie tzw. dachsteinskie z młodszego triasu.

## Zjawiska krasowe
Obszar płaskowyżu obfituje w różnorodne zjawiska krasu powierzchniowego i podziemnego. Do zjawisk krasu powierzchniowego należą liczne, chociaż drobne formy lapiazu, leje krasowe oraz źródła krasowe i wywierzyska.
Najlepiej rozwinięte formy lapiazu znajdziemy w zachodniej części płaskowyżu. Największa ich koncentracja w postaci sporego "pola" (słow. škrapové pole) znajduje się nad wsią Jablonov nad Turňou. W procesie wietrzenia wapienia powstają na jego powierzchni liczne rysy, głębsze i kręte rowki oraz półkuliste lub studniowite otwory.
Gęstość lejów krasowych nie jest tu tak duża jak na innych płaskowyżach. Są one najliczniej rozwinięte w południowej połowie zachodniej części Górnego Wierchu. Możemy tu obserwować głównie ich formy misowate, rzadziej lejkowate. Przeważają leje o kształcie okrągłym, z płaskim dnem i stromymi zboczami. Niekiedy ich średnica osiąga 100 metrów, ale głębokość jedynie około 5 metrów. Spotykamy tu czasem całe zespoły lejów krasowych ułożonych w szereg, biegnący w kierunku północnym lub północno-wschodnim. Takie ukierunkowania występują głównie w rejonie jaskini Jablonovská priepasť, natomiast wyraźne linie biegnące w kierunku północno-zachodnim oraz zachodnim spotkamy w okolicach wzniesienia Tegar (797 m). Niektóre zespoły lejów krasowych są połączone w formie klasycznych uwałów.
Wywierzyska występują u podstaw płaskowyżu. U południowych podnóży jest to Hrhovská vyvieračka, która ze swoją wydajnością sięgającą 866 l/s jest jednym z największych wywierzysk całego Krasu Słowacko-Węgierskiego oraz kilka mniej wydajnych wypływów. Po północnej stronie, oprócz kilku mniejszych wypływów, wyróżnia się wywierzysko we wsi Kováčová z wydajnością do 30 l/s, prawdopodobnie związane z jaskinią Veterná priepasť oraz Bleskový prameň (też Drnavská vyvieračka, węg. Szörnyü kút) nad wsią Drnava.
Wśród zjawisk podziemnych najważniejszymi są jaskinie krasowe. W październiku 2014 r. na płaskowyżu Horný vrch znanych było 250 jaskiń (na ok. 1200 znanych wówczas na całym terenie Krasu po stronie słowackiej). Obok wspomnianej wyżej Jablonovskej priepasti do największych jaskiń płaskowyżu należą Čertova diera (najdłuższa i najgłębsza) czy jedyna na płaskowyżu jaskinia z aktywnym ciekiem wodnym - Býčia jaskyňa.

## Szata roślinna

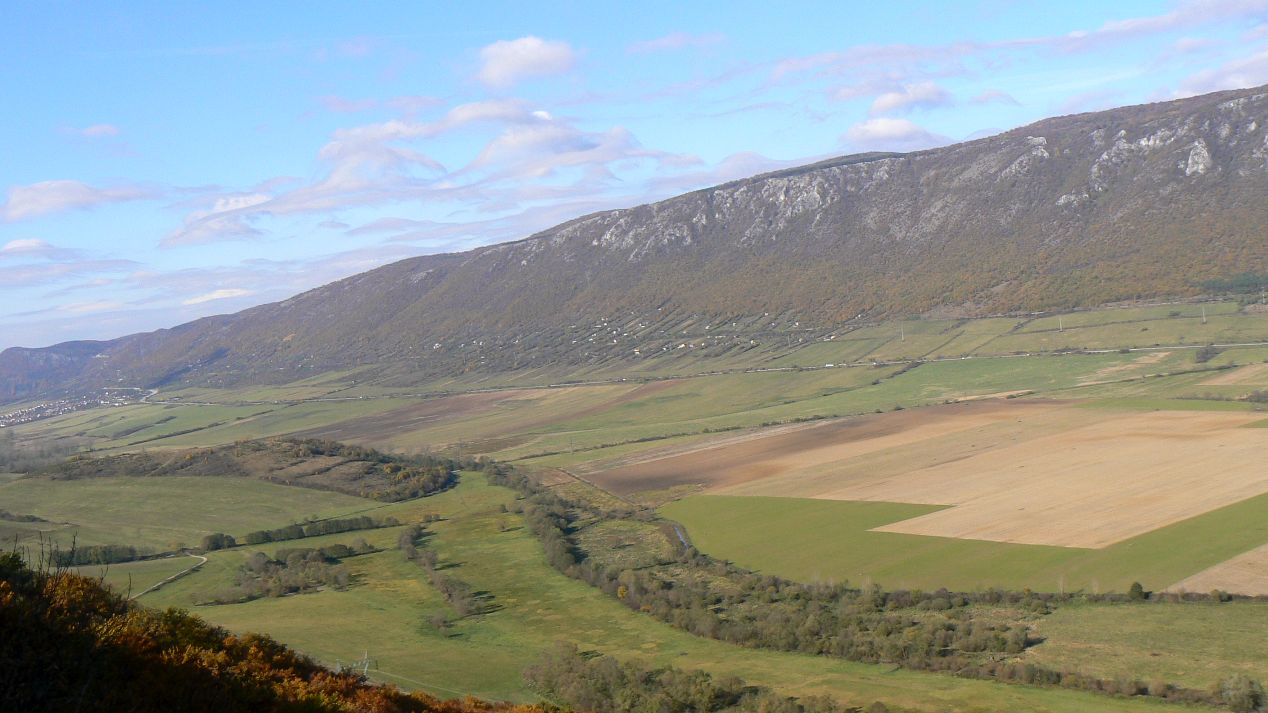
Południowo-zachodnie zbocza płaskowyżu wznoszą się nad Kotliną Turniańską. U podnóży widoczny ciąg winnic. Wyżej na zboczach lokalnie sztuczne nasadzenia sosnowe.

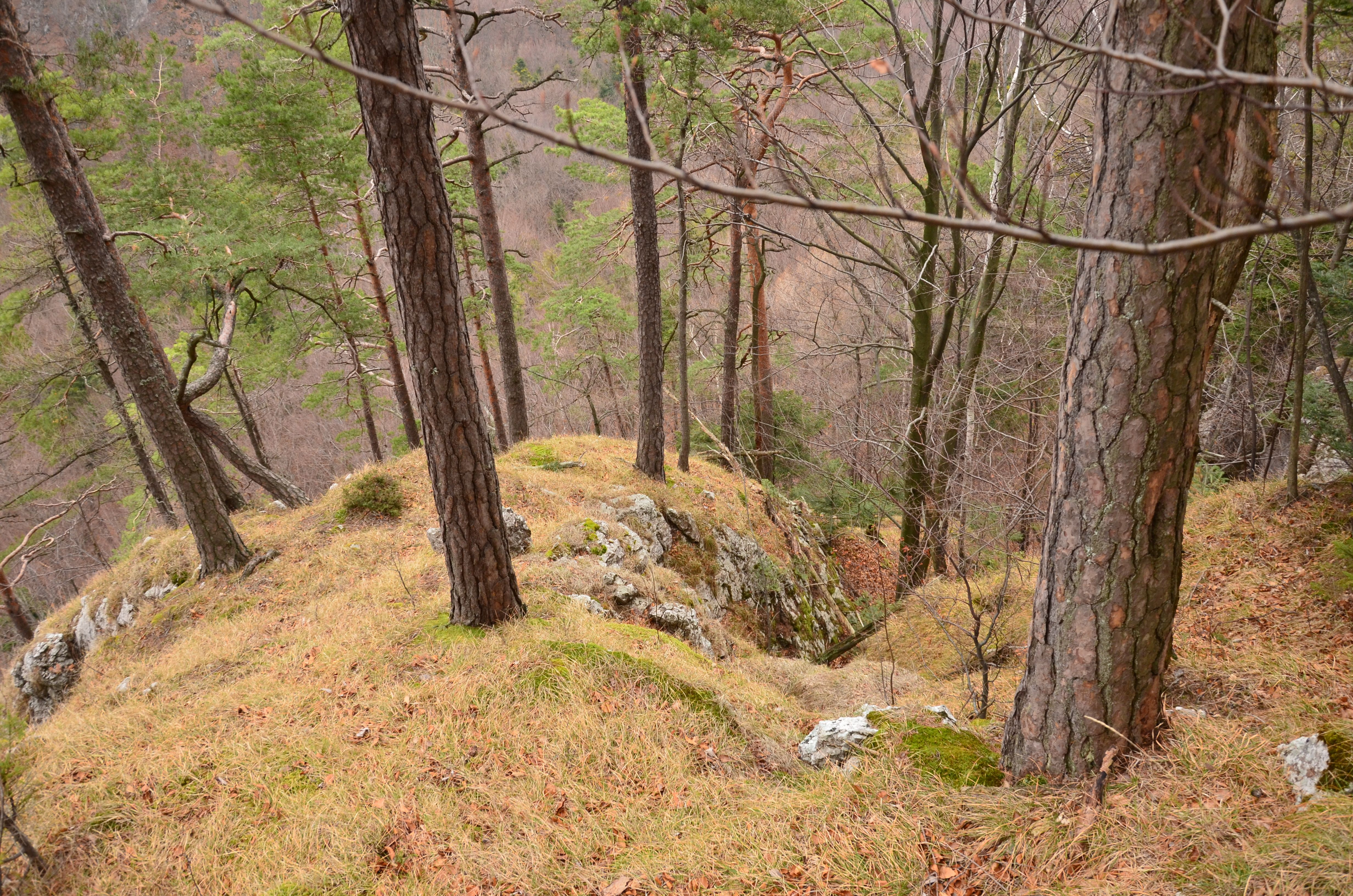
Reliktowe sosny na niedostępnych skalnych zboczach w północno-wschodniej części płaskowyżu.

Na terenie płaskowyżu spotkamy szereg różnych zespołów roślinnych. Ich duże zróżnicowanie wynika głównie z bogactwa form ukształtowania terenu oraz różnic w ekspozycji terenu (nasłonecznione, strome stoki południowe, płaska wierzchowina, zacienione stoki północne). Pierwotnie prawie cały obszar płaskowyżu porastały różne formacje leśne, których duże fragmenty w niewiele zmienionym stanie zachowały się do dzisiaj. Znaczne obszary wierzchowiny, niegdyś odlesione z przeznaczeniem na pastwiska, dziś porastają różne zespoły roślinności łąkowej. Część z tych polan jest w dalszym ciągu wypasana, na innych obserwujemy systematyczną, powtórną sukcesję lasu.
Najwyższe partie płaskowyżu w jego wschodniej części porastają buczyny o bardzo ubogim runie, w których gruba warstwa nagromadzonych butwiejących liści skutecznie uniemożliwia kiełkowanie większości roślin zielnych. Duże zacienienie sprawia, że mogą tu przeżyć jedynie gatunki, zakwitające wiosną, przed pełnym ulistnieniem buków. Są to m.in. żywiec gruczołowatyi cebulkowy oraz przytulia wonna. W zachodniej, niższej części płaskowyżu, na nieco wilgotniejszych stanowiskach, znajdziemy głównie lasy dębowo-grabowe, w których oprócz grabu pospolitego rośnie kilka gatunków dębów. Na najsuchszych miejscach spotkamy sucholubne dąbrowy z dębem omszonym, dębem żółtawym (Quercus dalechampii Ten.) i dębem bezszypułkowym, często o „parkowym” charakterze, z rozproszonymi krzewami jałowca i kępami dzikiej róży.
Północne stoki płaskowyżu, strome, chłodne i bardziej wilgotne, mają zupełnie inną roślinność. Z drzew rosną tu klon, wiąz górski, jesion wyniosły, czasem również buk i kępy leszczyny. Rośliny zielne reprezentowane są tu m.in. przez szczyr trwały, kostrzewę leśną, czerńca białego, bodziszka cuchnącego, jaskółcze ziele i sałatnika leśnego. Na skalnych półkach pojawia się jarząb mączny. Na piargach i usypiskach pod ścianami znajdziemy płaty lasów rumowiskowych z lipą szerokolistną i jaworami o powykręcanych pniach oraz z języcznikiem zwyczajnym i miesiącznicą trwałą w runie.
Stoki południowe płaskowyżu, w większości równie strome, jak północne, jednak znacznie wyższe, są najcieplejszymi i najsuchszymi stanowiskami Górnego Wierchu. Występują tu licznie gatunki ciepłolubne i kserofilne. W przeszłości i one były w znacznej części zadrzewione, jednak z czasem drzewa zostały wycięte, a stoki zostały poddawane intensywnej erozji. W XX w. znacznym nakładem sił i kosztów częściowo obsadzono je sosnami.

## Ochrona przyrody
Praktycznie cały płaskowyż, wraz ze stokami północnymi i południowymi, znajduje się w granicach Parku Narodowego Słowackiego Krasu.

## Turystyka
Płaskowyż jest często odwiedzany przez turystów. Atrakcją są zwłaszcza łatwa wędrówka znakowanym kolorem czerwonym  szlakiem turystycznym wzdłuż całej długości płaskowyżu, lub nieco bardziej męcząca za znakami  żółtymi, biegnącymi południowymi zboczami, urozmaicane oryginalnymi widokami. Obie umożliwiają poznawanie rozmaitych form krasowych i bogactwa szaty roślinnej.